# Biadorus americanus
Biadorus americanus är en insektsart som beskrevs av Nielson 1979. Biadorus americanus ingår i släktet Biadorus och familjen dvärgstritar. Inga underarter finns listade i Catalogue of Life.